# Улица Гагарина (Владимир)
У́лица Гага́рина — улица в Октябрьском районе города Владимира. Проходит от Большой Московской улицы до улицы Передний Боровок.

## История улицы и её названия
Первые постройки на месте нынешней улицы Гагарина стали появляться ещё в XII веке, в 1209 году здесь были построены дворец сына великого князя Всеволода III, Константина, и церковь Архангела Михаила. В 1221—1223 годах княжеский дворец и церковь сгорели.
В XVII веке на этом месте появилась Царицынская слобода, от которой улица унаследовала своё первоначальное название — Царицынская. Название, возможно, было связано с императрицей Екатериной II, которая 13 июня 1767 года останавливалась в одном из домов по этой улице, а позднее по её указу были разработаны планы застройки российских городов, в том числе и Владимира.
в
В 1923 году Царицынская улица с формальным обоснованием «в честь 6-й годовщины Октября» была переименована в улицу имени создателя советского государства Ленина, а в 1930 году образовалась своеобразная топонимическая пара — идущая параллельно улица Шишовой была названа улицей Ильича.
В 1967 году улица получила своё нынешнее название. Но имя Ленина с карты Владимира тоже не исчезло, а было присвоено проспекту на месте древней Ямской слободы, называвшемуся в 1961—1967 годах… улицей Гагарина.
Имя Юрия Гагарина связано с Владимирским краем — 17 сентября 1963 года он приезжал в Суздаль и Владимир. Жизнь космонавта трагически оборвалась на территории Владимирской области — в 1968 году тренировочный самолёт, на котором Гагарин и лётчик Владимир Серёгин совершали полёт, потерпел аварию вблизи Киржача.
18 сентября 1991 года на 14 сессии Владимирского городского Совета народных депутатов была утверждена Программа топонимической реставрации города Владимир, в том числе список улиц, чьи исторические названия подлежат восстановлению, улица Гагарина в их числе.

## Памятники архитектуры и примечательные здания
На нечётной стороне:
- № 7. Народный дом (1905, архитектор Я. Г. Ревякин). В начале XX века здесь устраивались городские собрания и митинги, располагался губернский исполком. Народный дом являлся одним из центров культурной жизни владимирцев — здесь работала библиотека, ставились спектакли, в 1917—1972 годах размещался городской драмтеатр. В настоящее время здесь находится Областной театр кукол.
- № 31. В 1901—1908 годах здесь жил писатель Иван Шмелёв, служивший чиновником по особым поручениям во Владимирской казённой палате. В эти годы Шмелёвым были написаны рассказы «Вахмистр», «Иван Кузьмич», «Гражданин Уклейкин». В 1922 году Иван Шмелёв эмигрировал во Францию, а дом № 31 по улице Гагарина остался единственным сохранившимся в России зданием, связанным с жизнью писателя. В настоящее время его занимает областной Дом природы, Центр экологического образования.

На чётной стороне:
- В том месте, где улица Гагарина пересекается с Манежным тупиком, располагался дом гражданского губернатора, где в 1788 году родился будущий адмирал Михаил Лазарев. В 1793 году семья Лазаревых перебралась на Большую улицу (ныне Большая Московская ул., д. 26), а ветхий дом на Царицынской, пострадавший от пожара, через год был снесён.